# Harris (Ontario)
Harris es un municipio canadiense situado en la provincia de Ontario.

## Superficie
Harris tiene una superficie de 49,81 km².

## Demografía
En 2021, tenía 530 habitantes, una densidad poblacional de 10,6 hab./km², y 217 viviendas.